# Франьєто-л'Абате
Франьєто-л'Абате (італ. Fragneto l'Abate) — муніципалітет в Італії, у регіоні Кампанія, провінція Беневенто.
Франьєто-л'Абате розташоване на відстані близько 210 км на схід від Рима, 70 км на північний схід від Неаполя, 15 км на північ від Беневенто.
Населення — 1076 осіб (2014).

## Демографія
Населення за роками:

Станом на 1 січня 2023 року в муніципалітеті офіційно проживало 35 іноземців з 7 країн, серед них 12 громадян країн Євросоюзу та 5 громадян України.

## Сусідні муніципалітети
- Камполаттаро
- Чирчелло
- Франьєто-Монфорте
- Песко-Санніта
- Реїно